# Phyllonorycter crimea
Phyllonorycter crimea är en fjärilsart som beskrevs av Seksjaeva V.Baryshnikova och Yuru L.Budashkin 2005. Phyllonorycter crimea ingår i släktet guldmalar, och familjen styltmalar.
Artens utbredningsområde är Ukraina. Inga underarter finns listade i Catalogue of Life.